# Ein wunderschöner Sonntag
Ein wunderschöner Sonntag (Originaltitel: 素晴らしき日曜日 Subarashiki Nichiyōbi) ist ein japanischer Film von Akira Kurosawa aus dem Jahre 1947.

## Handlung
Yuzo und seine Verlobte Masako leben im Tokio der unmittelbaren Nachkriegszeit und können sich nur am Sonntag sehen, da sie nur 35 Yen zur Verfügung haben. Ihre Pläne, Schuberts Unvollendete zu hören, werden durchkreuzt durch Schwarzhändler, die die Karten illegal zu einem höheren Preis verkaufen. Zum Schluss sieht man die beiden in einem leeren Theater sitzen.

## Kritik
„Die schlichte Handlung verdichtet Kurosawa zu einer poetischen Liebesgeschichte, die zugleich ein – zum Teil durchaus auch verzweifeltes – Dokument des Vertrauens in die eigene, individuelle Stärke ist, die jedoch der Solidarität des Volkes bedarf. Ein liebenswerter Film, der einige der fantasiereichsten Szenen im gesamten Werk Kurosawas beinhaltet.“